# Xinhe, Tianjin
Xinhe (kinesiska: 新河, 新河街道) är ett stadsdelsdistrikt i Kina. Den ligger i storstadsområdet Tianjin, i den norra delen av landet, omkring 38 kilometer öster om stadens centrum. Antalet invånare är 73 160. Befolkningen består av 31 521 kvinnor och 41 639 män. Barn under 15 år utgör 9,0 %, vuxna 15-64 år 84 %, och äldre över 65 år 6,0 %.